# Horbourg-Wihr
Horbourg-Wihr är en kommun i departementet Haut-Rhin i regionen Grand Est (tidigare regionen Alsace) i nordöstra Frankrike. Kommunen ligger i kantonen Andolsheim som tillhör arrondissementet Colmar. År 2022 hade Horbourg-Wihr 6 247 invånare.

## Befolkningsutveckling
Antalet invånare i kommunen Horbourg-Wihr
| Referens: INSEE |